# Alou de Sautó
L'Alou de Sautó fou un alou de Sant Miquel de Cuixà dins de l'actual terme comunal de Sautó, de la comarca del Conflent, a la Catalunya del Nord.
La butlla del 968 (ap. 94) consigna Sautó com a possessió del monestir de Cuixà, amb l'església de Sant Maurici. El monestir d'Eixalada ja tenia béns a Sautó: consten en el precepte de Carles el Calb del 871 (ap. 21); una heretat hi havia estat donada per un monjo Armenter el 866-867 (ap. 15), i unes cases i terres pel comte Miró el Vell (ap. 35).
Però la donació més important degué ésser la que feu el vescomte Bernat l'any 953 amb motiu de la consagració de la nova església de Cuixà (ap. 77); es tractava d'una heretat que li venia dels seus pares que constava de la vila de Sautó i els seus termes. No es tenen detalls contemporanis que permetin de precisar l'extensió d'aquesta heretat; no obstant això, la manera d'expressar-se de la butlla posterior de Sergi IV, 1011 (Marca Hispanica ap. 164): "In villa Saltone ecclesiam Mauritii cum decimis et primitiis eidem pertinentibus, Et in aedem villa alodem et locum vocant Algionem, silvam et pascua pecoribus apta", ens fa creure que es devia tractar d'un gran predi estès per la muntanya a sobre el poblet.
L'església de Sant Maurici degué ésser bastida pels monjos de Cuixà; no consta enlloc la seva existència abans de la citació del 968. Si ells la construïren, era natural que en gaudissin dels delmes i primícies.